# Šilo (Dobrinj)
Šilo je naselje na sjeveroistoku otoka Krka u Hrvatskoj, turistički centar Dobrinjštine.

## Zemljopisne odlike
Šilo je smješteno na sjeveroistoku otoka Krka, u dobro zaštićenoj uvali Stipanja, prirodno zatvorenoj rtom Punta Šilo. Nasuprot je Crikvenice i njezine rivijere, od koje ga dijeli samo 2,5 Nm Vinodolskog kanala.
Regionalnom cestom povezano je s ostatkom otoka Krka. Šilo je svega 5 km udaljeno od svog općinskog središta Dobrinja, 20 km udaljeno je od Krčkog mosta, 19,1 km od grada Krka, 13,6 km od Vrbnika i 47,7 km od Rijeke.
Zaljev Stipanja je s uskim, niskim poluotokom, koji završava rtom Punta Šilo, dobro zaštićen od istočnih i južnih vjetrova. Na kraju rta nalazi se svjetionik koji emitira svjetlosni signal: B Bl 3s. Nazivni domet svjetionika je 7 Nm.
U bivšoj trajektnoj luci plovila se mogu bočno vezati za lukobran. Na kraju lukobrana nalazi se svjetionik koji emitira svjetlosni signal: Bl 2s.

## Povijest
Šilo je jedno od najmlađih naselja Dobrinjštine. Ne spominje se u popisu naselja i stanovništva općine Dobrinj 1780. godine. Šilo su očito osnovali Crikveničani i Selčani; naime, mnogi stanovnici Crikvenice i Selca su stoljećima u kraju oko Šila imali svoje posjede, a neki imaju i danas. Uostalom, pretežna prezimena u Šilu vuku korijene iz spomenutih mjesta. Stanovnike iz susjedog Vinodola Dobrinjci su nazivali Gorinjcima, jer su iz "gornjih", sjevernijih, krajeva.
Mjesto je dobilo na značenju razvojem turizma, i željom ljudi da putuju i na otoke. Šilo je dugo vremena bila poveznica otoka Krka s kontinentom. Upravo iz tih razloga je 19. veljače 1905. u Šilu je godine osnovano Krčko parobrodarsko društvo koje je nakon osnutka kupilo parobrod Dinko Vitezić, te je već 1. lipnja 1905. otvorilo redovnu brodsku liniju Šilo - Vrbnik - Crikvenica.
Razvoj turizma je započeo nakon 1959. godine, kada je počeo voziti trajekt između Crikvenice i Krka.

## Stanovništvo
Prema popisu stanovništva iz 2001. godine, u Šilu je živio 381 stanovnik. Time je Šilo najveće mjesto u općini Dobrinj.
Kretanje broja stanovnika Šila je specifično i bitno različito od svih okolnih naselja. Naime, dok gotovo sva mjesta Dobrinjštine bilježe najveću naseljenost između 1900. i 1930. godine, potom konstantan pad do otprilike 1980. godine, a zatim lagani porast u posljednjih 30-ak godina, Šilo je imalo potpuno drukčija demografska kretanja. 
Najprije se u samo 30 godina broj stanovnika ušesterostručio. 1880. godine u Šilu je živjelo samo 27, a 1910. godine čak 176 stanovnika. Razlog tome je gospodarski i prometni - 1905. godine osnovano je "Krčko parobrodarsko društvo" te se Šilo povezuje s Rijekom, Crikvenicom i drugim naseljima. Na to izravno upućuje i najveći porast stanovništva ikada zabilježen među naseljima na otoku Krku: od 1900. do 1910. godine, čak 128,6 %, tj. sa 77 na 176 stanovnika.
Nakon tog perioda izrazito naglog rasta, slijedi period pada i stagnacije, ali ni taj se period vremenski ne poklapa s takvim periodom kod ostalih mjesta Dobrinjštine - kod Šila je on puno kraći jer već 1961. godine počinje ponovni porast stanovništva. Ponovno je uzrok prometni - 1959. godine uspostavljena je trajektna linija Šilo - Crikvenica, u to doba glavna veza cijelog otoka s kopnom. Takva prometna povezanost omogućila je Šilu znatno raniju ekspanziju turizma, koji se kod većine drugih mjesta na otoku izraženije razvija tek otvorenjem Krčkog mosta 1980. godine. To je dovelo, opet ne do laganog porasta stanovništva kao kod ostalih mjesta, nego do konstantnog snažnog povećanja. 1961. godine u Šilu je živio 151 stanovnik, 1971. godine 188, 1981. godine 228, 1991. godine 331, te 2001. godine 381 stanovnik.
Upravo takav specifični razvoj razlog je da je najmlađe mjesto u općini postalo najmnogoljudnije.
| broj stanovnika |       |       | 27    | 54    | 77    | 176   | 120   | 142   | 153   | 172   | 151   | 188   | 229   | 346   | 381   | 384   | 418   |
|                 | 1857. | 1869. | 1880. | 1890. | 1900. | 1910. | 1921. | 1931. | 1948. | 1953. | 1961. | 1971. | 1981. | 1991. | 2001. | 2011. | 2021. |

## Gospodarstvo
Gospodarstvo je u Šilu gotovo u potpunosti orijentirano na turizam i prateće djelatnosti, uz tek ponešto preostalog tradicionalnog poljodjelstva i ribarstva. U Šilu se nalazi ured Turističke zajednice općine Dobrinj. Većina turističkih kapaciteta mjesta, koji uključuju turističke agencije, auto kamp, sportske terene, restorane, kafiće, pizzerije, slastičarnicu itd., aktivna je samo tijekom ljetne turističke sezone. Tijekom cijele godine otvoreni su poštanski ured, trgovina mješovitom robom, ljekarna, liječnička i stomatološka ambulanta, a prisutan je i najveći privredni subjekt u općini Dobrinj - građevinsko poduzeće Tiha.

## Kultura i znamenitosti
- Crkva svetog Nikole, izgradili su je mještani 1900. godine.
- Dan Šila je blagdan svetog Roka, 16. kolovoza, koji se slavi od sredine 19. stoljeća, kad je i po Krku harala kuga.
- Ruševine rimske vile, na ulazu u mjesto.

## Šport
- Amaterski vaterpolo klub "Šilo"
- Ronilački centar Neptun
- Sportsko-ribolovno društvo Čikavica
- Tradicionalni plivački maraton Šilo - Crikvenica, dužine 3500 m (boduje se u okviru CRO-CUP-a). Maraton starta na Rivi u Šilu, a cilj je na Gradskom plivalištu u Crikvenici.
- U podmorju Šila nalazi se poznati ronilački lokalitet: M/B Peltastis popularno zvani Grk.  Radi se o olupini potonulog broda na relativno maloj dubini (od 17 do 33 m). Grčki teretni brod Peltastis tu je potonuo u noći 7. – 8. siječnja 1968. godine.[4]

## Vanjske poveznice
- Službene stranica Općine Dobrinj  Arhivirana inačica izvorne stranice od 16. veljače 2010. (Wayback Machine)
- Službene stranice Turističke zajednice Općine Dobrinj  Arhivirana inačica izvorne stranice od 26. srpnja 2010. (Wayback Machine)
- Fotografije Šila na stranicama Rokova  Arhivirana inačica izvorne stranice od 11. rujna 2017. (Wayback Machine)
- Kamp Tiha  Arhivirana inačica izvorne stranice od 14. listopada 2009. (Wayback Machine)
- O Šilu na stranicama klimno.net  Arhivirana inačica izvorne stranice od 1. listopada 2009. (Wayback Machine)
- krk holiday